# Hydroporus fuscipennis
Hydroporus fuscipennis is een keversoort uit de familie waterroofkevers (Dytiscidae). De wetenschappelijke naam van de soort is voor het eerst geldig gepubliceerd in 1868 door Schaum.